# Eriogonum panamintense
Eriogonum panamintense là một loài thực vật có hoa trong họ Rau răm. Loài này được C.V.Morton mô tả khoa học đầu tiên năm 1935.